# Lucía López i Martínez
Lucía López i Martínez (Barcelona, 31 de gener del 1974) és una exjugadora d'hoquei sobre herba catalana.
Formada al Club d'Hoquei Gavà, va debutar en categoria sènior als 15 anys. El 1991 va fitxar pel Júnior Futbol Club, amb el qual va guanyar un Campionat de Catalunya. L'any 2000 va jugar amb el Reial Club de Polo de Barcelona, guanyant dos Lligues espanyoles, tres Copes de la Reina i tres Campionats de Catalunya. Internacional amb la selecció espanyola d'hoquei herba en vint-i-cinc ocasions, va participar en tres Jocs Olímpics, Atlanta 1996, finalitzant en la quarta posició, Sidney 2000 i Atenes 2004. També va aconseguir una medalla d'argent al Campionats d'Europa d'hoquei sobre herba i una medalla d'argent al Champions Challenge de 2003. Va retirar-se al final de la competició al final de la temporada 2005-06. Posteriorment, ha exercit d'entrenadora d'hoquei sobre herba en categories de formació.

## Palmarès
Clubs
- 2 Lliga espanyola d'hoquei herba femenina: 2002-03, 2005-06
- 3 Copa espanyola d'hoquei herba femenina: 2002-03, 2003-04, 2004-05
- 4 Campionat de Catalunya d'hoquei herba femenina: 1990-91, 2002-03, 2003-04, 2005-06

Selecció espanyola
- 4t lloc als Jocs Olímpics de Sidney 2000
- 1 medalla d'argent al Campionat d'Europa d'hoquei sobre herba femení: 2003